# 保羅·莫菲
保羅·莫菲（英語：Paul Morphy，1837年6月22日—1884年7月10日），是一位美國西洋棋棋手。莫菲被認為是當時最頂尖的棋手之一，與英國的霍華德·史湯頓、德國的阿道夫·安德森並列。在1857年舉辦的第一屆美國西洋棋大會中，保羅·莫菲擊敗來自德國的路易·波爾森獲得冠軍；但在1859年他回到故鄉紐奧良，退休並開始從事法律事業。